# Vibra Continente
«Vibra Continente» es una canción del rapero brasileño Léo Santana en colaboración de la cantante colombiana Karol G. Producida por Ovy On the Drums y el DJ brasileño Rafinha RSQ, fue lanzada el 9 de junio de 2019.
Fue designada la canción oficial para la Copa América 2019, organizada por Brasil.

## Antecedentes
La Confederación Sudamericana de Fútbol (CONMEBOL) el 9 de junio, a menos de una semana del inicio de la Copa América 2019, dio a conocer la música al público. Un día después, el 10 de junio, Karol G escribió en su cuenta personal de Instagram junto a una foto de ella en el interior del estadio de Maracaná:

Otro logro más en mi gran lista. Ayer grabando el video de 'Vibra continente', la canción oficial de la Copa América.

Mientras que Léo Santana se refirió de la siguiente forma en referencia a su trabajo y al acompañamiento que recibe de Karol G:

Espero que sea un éxito que pueda abrir puertas increíbles para nosotros dos.

## Canción
La música tiene mezclas de ritmos como funk de estilo swing y toques de trap latinoamericano, tanto el español como el portugués fueron utilizados de forma intercalada en el sencillo. El videoclip fue dirigido por Thiago Calviño y se grabó en las favelas de Río de Janeiro, los estadios escogidos para la competición y los aficionados de todos los países participantes.
El 14 de junio durante la apertura de la Copa América en el estadio Morumbi Léo Santana y Karol G cantaron en vivo el sencillo frente al presidente de Brasil Jair Bolsonaro.

### Vídeo musical
El vídeo fue publicado el mismo día que la CONMEBOL oficializó la música.  En su primeros días en YouTube el sencillo alcanzó 8 500 000 reproducciones.

## Créditos
- Léo Santana – composición, voz.[1]
- Karol G  – composición, voz.[1]
- Ovy On The Drums – composición, producción.[1]
- Rafinha RSQ – composición, producción.[1]

## Lanzamiento
| Región | Fecha              | Formato          | Sello                 |
| ------ | ------------------ | ---------------- | --------------------- |
| Brasil | 9 de junio de 2019 | Descarga digital | Universal Music Group |